# آدم ويلسون
آدم ويلسون هو قاضي كندي، ولد في 22 سبتمبر 1814 في إدنبرة في المملكة المتحدة، وتوفي في 28 ديسمبر 1891 في تورونتو في كندا.